# Gilbert Amarias
Gilbert Sully Émilien Amarias, né le 6 février 1924 au Moule en Guadeloupe où il est mort le 15 avril 2002, est un architecte français.

## Biographie
Admis 2e le 8 juillet 1947, il est élève d'André Guillou à l'École régionale d'architecture de Nantes. Il en sort diplômé le 12 novembre 1952 après avoir obtenu une mention Bien pour une cité d'habitation à la Guadeloupe. Il exerce d'abord dans la région nantaise puis devient architecte à Pointe-à-Pitre de 1953 à 1995. Il collabore jusqu'en 1959 avec Gérard-Michel Corbin. De 1956 à 1963, il est architecte départemental de la Guadeloupe et dans ce cadre, est chargé de la construction d'un nouveau bâtiment pour le Rectorat. Il assiste aussi Corbin dans l'établissement des plans en 1964 du premier aéroport de la Guadeloupe au Raizet.
On lui doit de nombreux immeubles de Pointe-à-Pitre ainsi que la Gare maritime de la ville (1959, avec Corbin), l'Hôpital militaire dit Hôpital Saint-Louis (de nos jours Lycée Gerville-Réache) (1965-1966, avec Corbin) ou encore en août 1963 les travaux du CREPS Antilles-Guyane.